# یوتنبوگاردتیت
یوتنبوگاردتیت (به انگلیسی: Uytenbogaardtite) با فرمول  Ag3AuS2 یک کانی چهارگوشه از نقره، طلا و سولفید است.